# Etiopía en los Juegos Olímpicos
Etiopía en los Juegos Olímpicos está representada por el Comité Olímpico Etíope, miembro del Comité Olímpico Internacional desde el año 1954.
Ha participado en 15 ediciones de los Juegos Olímpicos de Verano, su primera presencia tuvo lugar en Melbourne 1956. El país ha obtenido un total de 62 medallas en las ediciones de verano: 24 de oro, 15 de plata y 23 de bronce, todas en atletismo, principalmente en las carreras de fondo y la maratón.
En los Juegos Olímpicos de Invierno ha participado en 2 ediciones, siendo Turín 2006 su primera aparición en estos Juegos. El país no ha conseguido ninguna medalla en las ediciones de invierno.

## Medalleros

### Por edición
| Evento              | Oro | Plata | Bronce | Total |
| ------------------- | --- | ----- | ------ | ----- |
| Melbourne 1956      | 0   | 0     | 0      | 0     |
| Roma 1960           | 1   | 0     | 0      | 1     |
| Tokio 1964          | 1   | 0     | 0      | 1     |
| México 1968         | 1   | 1     | 0      | 2     |
| Múnich 1972         | 0   | 0     | 2      | 2     |
| Montreal 1976       | –   | –     | –      | –     |
| Moscú 1980          | 2   | 0     | 2      | 4     |
| Los Ángeles 1984    | –   | –     | –      | –     |
| Seúl 1988           | –   | –     | –      | –     |
| Barcelona 1992      | 1   | 0     | 2      | 3     |
| Atlanta 1996        | 2   | 0     | 1      | 3     |
| Sídney 2000         | 4   | 1     | 3      | 8     |
| Atenas 2004         | 2   | 3     | 2      | 7     |
| Pekín 2008          | 4   | 2     | 1      | 7     |
| Londres 2012        | 3   | 2     | 3      | 8     |
| Río de Janeiro 2016 | 1   | 2     | 5      | 8     |
| Tokio 2020          | 1   | 1     | 2      | 4     |
| París 2024          | 1   | 3     | 0      | 4     |
| TOTAL               | 24  | 15    | 23     | 62    |

| Evento         | Oro | Plata | Bronce | Total |
| -------------- | --- | ----- | ------ | ----- |
| Turín 2006     | 0   | 0     | 0      | 0     |
| Vancouver 2010 | 0   | 0     | 0      | 0     |
| 2014 – 2022    | –   | –     | –      | –     |
| TOTAL          | 0   | 0     | 0      | 0     |

### Por deporte
Deportes de verano
| Evento    | Oro | Plata | Bronce | Total |
| --------- | --- | ----- | ------ | ----- |
| Atletismo | 24  | 15    | 23     | 62    |
| TOTAL     | 24  | 15    | 23     | 62    |